# Bambakashat
Bambakashat är en ort i Armenien.   Den ligger i provinsen Armavir, i den västra delen av landet, 40 kilometer väster om huvudstaden Jerevan. Bambakashat ligger 865 meter över havet och antalet invånare är 3 089.
Terrängen runt Bambakashat är platt. Närmaste större samhälle är Armavir, 5,3 kilometer norr om Bambakashat. 
Trakten runt Bambakashat består till största delen av jordbruksmark. Runt Bambakashat är det ganska tätbefolkat, med 248 invånare per kvadratkilometer.